# چیزی نیست، دختر بابا
چیزی نیست، دختر بابا (انگلیسی: It's Okay, Daddy's Girl؛‏ کره‌ای: 괜찮아, 아빠 딸) یک مجموعه تلویزیونی محصول کره جنوبی سال ۲۰۱۰ با بازی مون چه وون، پارک این هوان و چوی جین هیوک است. این مجموعه از ۲۲ نوامبر ۲۰۱۰ تا ۲۸ ژانویه ۲۰۱۱، روزهای دوشنبه و سه‌شنبه ساعت ۲۰:۵۵ (کی‌اس‌تی)اس‌بی‌اس پخش شد.

## بازیگران
خانواده اون
- مون چه وون در نقش اون چه ریونگ
- لی هی جین در نقش اون ئه ریونگ
- کانگ وون در نقش اون هو ریونگ
- پارک این هوان در نقش اون کی هوان
- کیم هه اوک در نقش هو سوک هی
- یو سونگ موک در نقش هو مان سو

خانواده چوی
- چوی جین هیوک در نقش چوی هیوک کی
- شین مین سو در نقش چوی دوک کی
- لی دونگ هه در نقش چوی ووک کی
- لی بونگ گیو در نقش پدر هیوک کی
- لی یونگ نیو در نقش مادر هیوک کی

## آمار بینندگان
| تاریخ      | قسمت    | سراسر کشور    | سئول          |
| ---------- | ------- | ------------- | ------------- |
| ۲۰۱۰-۱۱-۲۲ | ۱       | ۱۰٫۱ (هشتم)   | ۱۰٫۹ (هشتم)   |
| ۲۰۱۰-۱۱-۲۹ | ۲       | ۸٫۶ (پانزدهم) | ۸٫۷ (شانزدهم) |
| ۲۰۱۰-۱۱-۳۰ | ۳       | ۷٫۶ (هجدهم)   | ۷٫۹ (شانزدهم) |
| ۲۰۱۰-۱۲-۰۶ | ۴       | (<۷٫۸)        | ۸٫۱ (هجدهم)   |
| ۲۰۱۰-۱۲-۰۷ | ۵       | (<۷٫۳)        | (<۷٫۳)        |
| ۲۰۱۰-۱۲-۱۳ | ۶       | ۸٫۱ (نوزدهم)  | ۸٫۵ (شانزدهم) |
| ۲۰۱۰-۱۲-۱۴ | ۷       | ۸٫۳ (هفدهم)   | ۸٫۶ (پانزدهم) |
| ۲۰۱۰-۱۲-۲۰ | ۸       | ۷٫۹           | (<۷٫۶)        |
| ۲۰۱۰-۱۲-۲۱ | ۹       | ۷٫۴           | ۷٫۸ (بیستم)   |
| ۲۰۱۰-۱۲-۲۷ | ۱۰      | ۷٫۲           | (<۷٫۶)        |
| ۲۰۱۰-۱۲-۲۸ | ۱۱      | ۷٫۳           | (<۷٫۸)        |
| ۲۰۱۱-۰۱-۰۳ | ۱۲      | ۶٫۹           | (<۹٫۵)        |
| ۲۰۱۱-۰۱-۰۴ | ۱۳      | ۸٫۱           | ۹٫۶ (هجدهم)   |
| ۲۰۱۱-۰۱-۱۰ | ۱۴      | ۸٫۰           | (<۱۰٫۳)       |
| ۲۰۱۱-۰۱-۱۱ | ۱۵      | ۸٫۰ (نوزدهم)  | ۹٫۳ (هفدهم)   |
| ۲۰۱۱-۰۱-۱۷ | ۱۶      | (<۸٫۵)        | ۹٫۲ (بیستم)   |
| ۲۰۱۱-۰۱-۱۸ | ۱۷      | ۹٫۱ (شانزدهم) | ۱۰٫۹ (یازدهم) |
| میانگین    | میانگین | ۸٫۰           | ۸٫۸           |